# Tapetgruppe
En tapetgruppe (eller plansymmetrisk eller plankrystallografisk gruppe) er en matematisk symmetrigruppe, som kan beskrives som en klassifikation af to-dimensionelle gentagne mønstre. Sådanne mønstre forekommer hyppigt inden for arkitektur og dekorativ kunst, specielt i tekstiler, fliser og tapet.
Antallet af symmetrisæt afhænger af mønstrets dimension. Tapetgrupper bruges i det todimensionelle tilfælde, og de lægger sig dermed mellem de endimensionelle frisegrupper og de tredimensionelle rumgrupper.
Det var den russiske matematiker Evgraf Fedorov, der som den første i 1891 beviste, at der er netop 17 tapetgrupper, idet hans ungarske kollega George Pólya i 1924 uafhængigt af Fedorov nåede samme resultat. For Fedorov og hans kolleger kom beviset for de 17 tapetgrupper som del af arbejdet med at bevise, at der var netop 230 rumgrupper, hvilket Fedorov og den tyske matematiker Schönflies begge fandt frem til i 1892.
De 17 tapetgrupper gennemgås nedenfor.

## Symmetriske mønstre
Herunder er vist tre eksempler på tapetgrupper:
- Eksempel A: Klæde fra Tahiti
- Eksempel B: Malet udsmykning fra Nineveh, Assyrien
- Eksempel C: Malet porcelæn fra Kina

Eksempel A og B hører til samme tapetgruppe, kaldet p4m i IUC notation og *442 i orbifold notation. Eksempel C hører til en anden tapetgruppe, kaldet hhv p4g og 4*2 . Når A og B tilhører samme tapetgruppe, betyder det, at begge har det samme sæt af symmetrier, uanset hvordan deres mønstre ellers er udformet, mens C har et afvigende symmetrisæt, på trods af eventuelle ligheder i mønstrene. Nogle gange hører næsten ens mønstre til hver sin gruppe, mens mønstre, der er meget forskellige mht stilart, farve, skala og orientering, godt kan høre til samme gruppe.
At et mønster er symmetrisk vil groft sagt sige, at mønstret kan ændres på en måde, så det ser ud på præcis samme måde efter ændringen. For tapetgrupper gælder disse symmetrier, kaldet euklidiske planisometrier:
- Hvis vi forskyder eksempel B en enhed mod højre, så at hvert kvadrat nu dækker det der tidligere var nabo-kvadratet, får vi et mønster, som er identisk med udgangsmønstret. Sådanne forskydninger kan også anvendes på eksempel A og C, både op og ned, til siden og diagonalt. Tapetgrupper har således forskydning i flere retninger, hvor frisegrupper kun har i én.
- Hvis vi drejer eksempel B 90° med uret, fx omkring centrum af et af kvadraterne, får vi igen præcis det samme mønster, ved en såkaldt rotation. Eksempel A og C har også 90°-rotationer, selv om det kræver lidt skarpsindighed at finde det rette rotationscentrum for C.
- Hvis vi spejler eksempel B langs en vandret akse midt gennem billedet, får vi igen præcis det samme mønster, og dette kaldes spejling. Eksempel B kan desuden spejles både langs en lodret akse og to diagonale akser. Det samme gælder eksempel A.

Men eksempel C er anderledes, for det kan kun spejles i vandret og lodret retning, ikke diagonalt. Hvis vi spejler diagonalt, får vi det samme mønster, men forskudt et stykke til siden, og derfor tilhører C en anden tapetgruppe end A og B.
Endelig kan mønstre ændres ved glidespejling, se figur, som er en kombination af spejling og forskydning.

### Notation
I IUC notation (eller Hermann-Mauguin notation) begynder tapetgruppers navne enten med p eller c, for hhv primitiv eller centreret. I de primitive grupper gentages enhedscellen ved forskydning, hvilket ses hos 15 ud af de 17 grupper. De to øvrige grupper viser centrerede celler, der er større end den primitive celle, hvorved fås intern gentagelse. De centrerede cellesider vender ikke samme vej som den primitive celles forskydningsretning.
Herefter følger et ciffer n, som viser den højeste rotationsorden, enten 1 (dvs rotation 0°), 2 (180°), 3 (120°), 4 (90°) eller 6 (60°), idet gradtallet kan skrives som 360°/n. De næste to tegn angiver symmetrier i forhold til gruppens hovedforskydningsakse; er der en spejlingsakse vinkelret på forskydningsaksen, bliver denne forskydningsakse hovedforskydningsaksen (eller hvis der er to, én af dem). Tegnene er enten m, g eller 1, for hhv spejling (mirror), glidespejling, eller ingen. Spejlings- eller glidespejlingsaksen står vinkelret på hovedaksen for første tegn, og er enten parallel med eller drejet 180°/n (hvor n > 2) for andet tegn. I mange grupper følger der yderligere symmetrier af de eksplicit angivne, og i kort notation udelader man derfor et ciffer eller et m, som på denne måde giver sig selv, så længe gruppen ikke kan forveksles med en anden.
Eksempler
- p2: Primitiv celle, 2. ordens rotation, hverken spejlinger eller glidespejlinger
- p4gm: Primitiv celle, 4. ordens rotation, glidespejling vinkelret på hovedakse, spejlingsakse 45° herfra
- c2mm: Centreret celle, 2. ordens rotation, spejlingsakser både vinkelret og parallelt med hovedakse
- p31m: Primitiv celle, 3. ordens rotation, spejlingsakse 60° herfra.

| Kort | pm   | pg   | cm   | pmm  | pmg  | pgg  | cmm  | p4m  | p4g  | p6m  |
| Lang | p1m1 | p1g1 | c1m1 | p2mm | p2mg | p2gg | c2mm | p4mm | p4gm | p6mm |
| ---- | ---- | ---- | ---- | ---- | ---- | ---- | ---- | ---- | ---- | ---- |
De øvrige (lange) navne er p1, p2, p3, p3m1, p31m, p4 og p6.
| Gruppe | Gittertype    | Rotations- orden | Spejlings- akser | Glidespejlings- akser |
| ------ | ------------- | ---------------- | ---------------- | --------------------- |
| p1     | parallelogram | (1)              | ingen            | ingen                 |
| p2     | parallelogram | 2                | ingen            | ingen                 |
| pm     | rektangel     | (1)              | parallelle       | ingen                 |
| pg     | rektangel     | (1)              | ingen            | parallelle            |
| cm     | rhombe        | (1)              | parallelle       | parallelle            |
| pmm    | rektangel     | 2                | 90°              | ingen                 |
| pmg    | rektangel     | 2                | parallelle       | parallelle            |
| pgg    | rektangel     | 2                | ingen            | 90°                   |
| cmm    | rhombe        | 2                | 90°              | ingen                 |
| p4     | kvadrat       | 4                | ingen            | ingen                 |
| p4m    | kvadrat       | 4*               | 45°              | 90°                   |
| p4g    | kvadrat       | 4**              | 90°              | 45°                   |
| p3     | sekskant      | 3                | ingen            | ingen                 |
| p31m   | sekskant      | 3**              | 60°              | 60°                   |
| p3m1   | sekskant      | 3*               | 60°              | 60°                   |
| p6     | sekskant      | 6                | ingen            | ingen                 |
| p6m    | sekskant      | 6                | 60°              | 30°                   |

*: alle rotationscentre ligger på spejlingsakser
**: ikke alle rotationscentre ligger på spejlingsakser

## De sytten grupper
Til hver gruppe i nedenstående afsnit hører to diagrammer for cellestruktur, med disse signaturer for forskellige slags symmetrier (idet det er signaturens form og ikke farve, der er afgørende):
|  | andenordens rotationscenter (180°)  |
|  | tredjeordens rotationscenter (120°) |
|  | fjerdeordens rotationscenter (90°)  |
|  | sjetteordens rotationscenter (60°)  |
|  | spejlingsakse                       |
|  | glidespejlingsakse                  |

På diagrammer til venstre viser gule områder enhedscellen, dvs. den grundlæggende del af mønstret der gentages.
På diagrammer til højre er forskellige slags symmetrier vist med forskellig farve, på et mønster bestående af flere enhedsceller.

### Gruppep1 (o)
| skæv        | skæv        | skæv     | heksagonal | heksagonal | heksagonal |
| rektangulær | rektangulær | rhombisk | rhombisk   | kvadratisk | kvadratisk |
| ----------- | ----------- | -------- | ---------- | ---------- | ---------- |

- Orbifold notation: o
- Coxeter notation (rektangulær): [∞+,2,∞+] or [∞]+×[∞]+
- Gitter: skæv
- Punktgruppe: C1
- p1 indeholder kun forskydninger; her er hverken rotationer, spejlinger eller glidespejlinger

Eksempler på gruppe p1
- Computergenereret
- Middelalderlig vægdekoration

Enhedscellens sider kan have forskellig længde, og danne en vilkårlig vinkel med hinanden.

### Gruppep2 (2222)
| skæv        | skæv        | skæv     | heksagonal | heksagonal | heksagonal |
| rektangulær | rektangulær | rhombisk | rhombisk   | kvadratisk | kvadratisk |
| ----------- | ----------- | -------- | ---------- | ---------- | ---------- |

- Orbifold notation: 2222
- Coxeter notation (rektangulær): [∞,2,∞]+
- Gitter: skæv
- Punktgruppe: C2
- p2 indeholder fire andenordens rotationscentre (180°), men hverken spejlinger eller glidespejlinger.

Eksempler på gruppe p2
- Computergenereret
- Klæde fra Sandwich Islands (Hawaii)
- Måtte for ægyptisk konge
- Ægyptisk måtte (udsnit)
- Loft i ægyptisk gravkammer
- Amerikansk trådhegn

### Gruppepm(**)
| Vandret spejling | Lodret spejling |
| ---------------- | --------------- |

- Orbifold notation: **
- Coxeter notation: [∞,2,∞+] or [∞+,2,∞]
- Gitter: rektangulær
- Punktgruppe: D1
- Gruppe pm har ikke rotationer, kun spejlingsakser, alle parallelle.

Eksempler på gruppe pm
(De første tre med lodrette spejlingsakser, de sidste to med hver sin diagonale spejlingsakse.)
- Computergenereret
- Stofmønster fra ægyptisk grav ved Biban el Moluk
- Fra ægyptisk grav ved Theben
- Fra loft i ægyptisk gravkammer
- Indisk metalarbejde fra verdensudstillingen i 1851

Ser man i metalarbejdet bort fra de korte skrålinjer, som forbinder de ovale motiver, er dette mønster pm; skrålinjerne gør det til p1.

### Gruppepg(××)
| Vandret glid | Lodret glid |
| Rektangulær  | Rektangulær |
| ------------ | ----------- |

- Orbifold notation: ××
- Coxeter notation: [(∞,2)+,∞+] or [∞+,(2,∞)+]
- Gitter: rektangulær
- Punktgruppe: D1
- Gruppe pg har kun glidespejlinger, som alle er parallelle; der er hverken rotationer eller spejlinger.

Eksempler på gruppe pg
- Computergenereret
- Ægyptisk konges måtte med sildebensmønster
- Ægyptisk måtte (udsnit)
- Belægningssten med sildebensmønster fra Salzburg; glidespejlingsaksen vender nordøst-sydvest
- En udgave af såkaldt snub square-mønster; glidespejlingsaksen vender nordøst-sydvest

Uden detaljer i zigzag-båndene er måtten pmg; med detaljer, men uden skelnen mellem brun og sort er den pgg.
Ser man bort fra stenenes bølgede omrids, er belægningen pgg.
Ser man bort fra farverne i snub square-mønstret, er der meget mere symmetri end blot pg, for så er det p4g (Hvis man betragter kvadraterne som baggrund, ses et simpelt mønster med rhomber på række).

### Gruppecm(*×)
| Vandret spejling | Lodret spejling |
| Rhombisk         | Rhombisk        |
| ---------------- | --------------- |

- Orbifold notation: *×
- Coxeter notation: [∞+,2+,∞] or [∞,2+,∞+]
- Gitter: rhombisk
- Punktgruppe: D1
- Gruppe cm har ikke rotationer, kun spejlingsakser, heraf mindst én glidespejlingsakse, som ikke er sammenfaldende med en spejlingsakse
- Denne gruppe er karakteriseret ved forskudte symmetrimønstre

Eksempler på gruppe cm
- Computergenereret
- Den ægyptiske gud Amons klædedragt, fra Abu Simbel
- Ægyptisk vægpanel (dado) fra Biban el Moluk
- Bronze-kar fra Nimrud i Assyrien
- Svikler i buer i Alhambra i Spanien
- Udhæng på bue i Alhambra i Spanien
- Persisk gobelin
- Indisk metalarbejde fra verdensudstillingen i 1851
- Ægyptisk klædedragt fra Biban el Moluk

### Gruppepmm(*2222)
| rektangulær | kvadratisk |
| ----------- | ---------- |

- Orbifold notation: *2222
- Coxeter notation (rektangulær): [∞,2,∞] or [∞]×[∞]
- Coxeter notation (kvadratisk): [4,1+,4] or [1+,4,4,1+]
- Gitter: rektangulær
- Punktgruppe: D2
- Gruppe pmm har to spejlingsakser vinkelret på hinanden og fire andenordens rotationer (180°) med centrum i spejlingsaksernes skæringspunkter.

Eksempler på gruppe pmm
- Amerikansk hegn
- Mumie-sarkofag i Musée du Louvre
- Mumie-sarkofag i Musée du Louvre; ville uden farver være gruppe p4m

### Gruppepmg(22*)
| Vandret spejling | Lodret spejling |
| ---------------- | --------------- |

- Orbifold notation: 22*
- Coxeter notation: [(∞,2)+,∞] or [∞,(2,∞)+]
- Gitter: rektangulær
- Punktgruppe: D2
- Gruppe pmg har to andenordens rotationer (180°) og én spejlingsakse, men dertil glidespejling med akse vinkelret på spejlingsaksen; rotationscentre ligger på glidespejlingsakser.

Eksempler på gruppe pmg
- Computergenereret
- Klæde fra Hawaii
- Loft i ægyptisk gravkammer
- Flisebelægning fra Prag
- Krukke fra Kerma-kulturen i Nubien
- Pakkede femkanter

### Gruppepgg(22×)
| rektangulær | kvadratisk |
| ----------- | ---------- |

- Orbifold notation: 22×
- Coxeter notation (rektangulær): [((∞,2)+,(∞,2)+)]
- Coxeter notation (kvadratisk): [4+,4+]
- Gitter: rektangulær
- Punktgruppe: D2
- Gruppe pgg har to andenordens rotationer (180°), ingen spejlinger, men to glidespejlinger vinkelret på hinanden; rotationscentre ligger ikke på glidespejlingsakser.

Eksempler på gruppe pgg
- Computergenereret
- Bronze-kar fra Nimrud i Assyrien
- Fortov i Budapest

### Gruppecmm(2*22)
| rhombisk | kvadratisk |
| -------- | ---------- |

- Orbifold notation: 2*22
- Coxeter notation (rhombisk): [∞,2+,∞]
- Coxeter notation (kvadratisk): [(4,4,2+)]
- Gitter: rhombisk
- Punktgruppe: D2
- Gruppe cmm har to vinkelrette spejlingsakser, samt én andenordens rotation (180°) med centrum uden for spejlingsakserne (de grønne rhomber på strukturdiagrammer) og to rotationer med centrum på spejlingsakserne (blå og røde rhomber på diagrammerne).

Eksempler på gruppe cmm
- Computergenereret
- Semi-regulær tessellation
- Murværk i skorstensforbandt
- Loft i ægyptisk gravkammer; uden farver ville det være p4g
- Ægyptisk
- Persisk gobelin
- Fra ægyptisk gravkammer
- Tyrkisk skål
- Tæt pakning af to størrelser cirkler
- Anden tæt pakning af to størrelser cirkler
- Tredje tæt pakning af to størrelser cirkler

### Gruppep4 (442)
- Orbifold notation: 442
- Coxeter notation: [4,4]+
- Gitter: kvadratisk
- Punktgruppe: C4
- Gruppe p4 har to fjerdeordens rotationer (90°) og en andenordens rotation (180°), men hverken spejlinger eller glidespejlinger.

Eksempler på gruppe p4
I et p4 mønster gentages en kvadratisk celle i rækker og søjler med fjerdeordens rotationer.
- Computergenereret
- Loft i ægyptisk gravkammer; bortset fra de gul/blå viklinger p4, men her p2
- Loft i ægyptisk gravkammer
- Komplekst mønster
- Frise fra Alhambra; man skal se godt efter for at indse, der ikke er spejlinger
- Venetiansk kurveflet
- Keramik fra renæssancen
- Såkaldt pythagoræisk flisebelægning
- Ud fra et foto

### Gruppep4m(*442)
- Orbifold notation: *442
- Coxeter notation: [4,4]
- Gitter: kvadratisk
- Punktgruppe: D4
- Gruppe p4m har to fjerdeordens rotationer (90°) og en andenordens rotation (180°), fire spejlingsakser (vandret, lodret og to diagonale) og endelig to glidespejlinger uden for spejlingsakser. Andenordens rotationscentre falder sammen med hvor glidespejlingsakser krydser hinanden. Alle rotationscentre ligger på spejlingsakser.

Dette giver et overskueligt mønster af meget symmetriske kvadrater i rækker og kolonner.

Eksempler på gruppe p4m
Eksempler med mindste forskydning vandret eller lodret (som i diagrammet):
- Computergenereret
- En af de tre regulære tessellationer
- Trekantmønster; bortset fra farver er dette p4m, men her c2m
- En af de otte semi-regulære tessellationer
- Ornament fra Ninive
- Amerikansk afløbsrist
- Ægyptisk mumie-sarkofag
- Persiske kakler
- Tæt pakning af to størrelser cirkler

Eksempler med mindste forskydning diagonalt:
- Ternet mønster
- Klæde fra Tahiti
- Ægyptisk grav
- Fra domkirken i Bourges
- Skål fra ottomansk tid, Tyrkiet

### Gruppep4g(4*2)
- Orbifold notation: 4*2
- Coxeter notation: [4+,4]
- Gitter: kvadratisk
- Punktgruppe: D4
- Gruppe p4g har to vinkelrette spejlingsakser og én fjerdeordens rotation (90°), hvis rotationscentrum ligger uden for spejlingsakserne; samt en andenordens rotation (180°) med centrum på spejlingsakser; og endelig fire glidespejlingsakser, to parallelle med spejlingsakser og to diagonale.

p4g kan opfattes som et ternet mønster bestående af fliser med fjerdeordens rotationssymmetri, og disses spejlbilleder; eller, hvis man rykker en halv flise, som et ternet mønster af vandret og lodret symmetriske fliser, som skiftevis er roteret 90°. Et almindeligt skakbrædtmønster hører dog ikke hjemme her, men i gruppe p4m.

Eksempler på gruppe p4g
- Linoleum fra amerikansk badeværelse
- Malet porcelæn fra Kina
- Amerikansk fluenet
- Kinesisk dekoration
- En udgave af såkaldt snub square-mønster (se også under pg)

### Gruppep3 (333)
- Orbifold notation: 333
- Coxeter notation: [(3,3,3)]+ or [3[3]]+
- Gitter: heksagonal
- Punktgruppe: C3
- Gruppe p3 har tre tredjeordens rotationer (120°), men hverken spejlinger eller glidespejlinger.

Forestiller man sig et plant mønster (en tessellation) af ligesidede trekanter med samme størrelse, vil halvdelen af trekanterne vende den ene vej, og halvdelen vende modsat. For gruppe p3 er alle trekanter den ene vej ens, mens dem der vender modsat er anderledes. De to slags trekanter har hver især tredjeordens rotationer, men er ikke hinandens spejlbilleder, ejheller symmetriske. (Var trekanterne ens i begge retninger, ville vi have p6, var de hinandens spejlbilleder, ville det være p31m, og hvis de var symmetriske, ville det være p3m1; hvis to af de tre betingelser var opfyldt, ville den tredje også være det, og vi ville have p6m.)

Eksempler på gruppe p3
- Computergenereret
- En af de 8 semi-regulære tessellationer (er p6, hvis man ser bort fra farverne)
- Fortov i Zakopane
- Vægmosaik i Alhambra (her hele væggen); er p3, hvis man ser bort fra farverne, og p1, hvis man kun ser bort fra stjernernes farver

### Gruppep3m1 (*333)
- Orbifold notation: *333
- Coxeter notation: [(3,3,3)] eller [3[3]]
- Gitter: heksagonal
- Punktgruppe: D3
- Gruppe p3m1 har tre tredjeordens rotationer (120°) og tre spejlingsakser, med rotationscentre liggende på spejlingsakser; desuden tre glidespejlingsakser, som ligger midt mellem spejlingsakser.

Forestiller man sig, som beskrevet under p3, et plant mønster med trekanter i modsatte retninger, vil denne gruppe svare til, de to slags trekanter ikke var ens, ikke var hinandens spejlbilleder, men blot symmetriske.
Eksempler på gruppe p3m1
- En af de 3 regulære tessellationer (er p6m, hvis man ser bort fra farverne)
- Endnu en regulær tessellation (er p6m, hvis man ser bort fra farverne)
- En af de 8 semi-regulære tessellationer (er p6m, hvis man ser bort fra farverne)
- Persiske fliser (er p6m, hvis man ser bort fra farverne)
- Persisk ornament
- Kinesisk ornament

### Gruppep31m(3*3)
- Orbifold notation: 3*3
- Coxeter notation: [6,3+]
- Gitter: heksagonal
- Punktgruppe: D3
- Gruppe p31m har tre tredjeordens rotationer (120°) (af hvilke de to er hinandens spejlbilleder) og tre spejlingsakser. Mindst ét rotationscentrum ligger ikke på en spejlingsakse. Der er desuden tre glidespejlingsakser, beliggende midt mellem spejlingsakser.

Forestiller man sig, som beskrevet under p3 og p3m1, et plant mønster med trekanter i modsatte retninger, vil denne gruppe svare til, de to slags trekanter ikke var ens, ikke var symmetriske, men blot var hinandens spejlbilleder.

Eksempler på gruppe p31m
- Persisk flise
- Malet porcelæn fra Kina
- Kinesisk ornament
- Tæt pakning af to slags cirkler

### Gruppep6 (632)
- Orbifold notation: 632
- Coxeter notation: [6,3]+
- Gitter: heksagonal
- Punktgruppe: C6
- Gruppe p6 har en sjetteordens rotation (60°), to tredjeordens rotationer (120°) og tre andenordens rotationer (180°), men hverken spejlinger eller glidespejlinger.

Dette mønster kan både betragtes som opbygget af ens trekanter og ens sekskanter.

Eksempler på gruppe p6
- Computergenereret
- Ligesidede polygoner
- Vægbeklædning fra Alhambra
- Persisk ornament

### Gruppep6m(*632)
- Orbifold notation: *632
- Coxeter notation: [6,3]
- Gitter: heksagonal
- Punktgruppe: D6
- Gruppe p6 har en sjetteordens rotation (60°), to tredjeordens rotationer (120°) og tre andenordens rotationer (180°), foruden seks spejlingsakser og seks glidespejlingsakser, de sidste midtvejs mellem spejlingsakser.

Dette mønster kan både betragtes som opbygget af ens trekanter og ens sekskanter.
Eksempler på gruppe p6m
- Computergenereret
- En af de 8 semi-regulære tessellationer
- En anden semi-regulær tessellation
- En tredje semi-regulær tessellation
- Persisk flise
- Kongedragt fra Khorsabad i Assyrien; dette er næsten p6m (bortset fra blomsternes indre, som gør det til cmm)
- Bronzekar fra Nimrud i Assyrien
- Byzantinsk marmorbelægning i Rom
- Kinesisk malet porcelæn
- Kinesisk malet porcelæn
- Tæt pakning af to slags cirkler
- Tæt pakning af to slags cirkler

## Tapetgrupper i fortidskunst
I det gamle Ægyptens kunst har man fundet tolv af de sytten tapetgrupper; de fem manglende grupper er dem med tredieordens og sjetteordens rotationer. Alhambras udsmykninger regnes som højdepunktet af brugen af ornamentik inden for islamisk kunst. Man er ikke enige om, hvorvidt alle sytten tapetgrupper er at finde i Alhambra: nogle mener nej, mens andre mener jo.
Muligvis med undtagelse af grupperne pm, p3 og pg har man i kinesisk kunst fundet alle sytten grupper.

### Tegne-apps
- Øvelser i tapetgruppers symmetri, fra Mathigon
- JavaScript app hvor man kan tegne tapetgruppe-mønstre, af David Eck
- Escher Web Sketch, interaktiv java applet til tegning i alle 17 tapetgrupper

### Ældre hjemmesider
- International Tables for Crystallography Volume A: Space-group symmetry by the International Union of Crystallography
- The 17 plane symmetry groups Arkiveret 20. november 2018 hos  Wayback Machine David E. Joyce, Clark University, USA
- Introduction to wallpaper patterns Arkiveret 19. november 2018 hos  Wayback Machine by Chaim Goodman-Strauss and Heidi Burgiel
- Description by Silvio Levy
- Example tiling for each group, with dynamic demos of properties Arkiveret 9. marts 2015 hos  Wayback Machine
- Overview with example tiling for each group, by Brian Sanderson
- Circle-Pattern on Roman Mosaics in Greece
- Baloglou, George (2002). "An elementary, purely geometrical classification of the 17 planar crystallographic groups (wallpaper patterns)". Arkiveret fra originalen 7. august 2018. Hentet 2018-07-22.